# Зонтичная партия
Зо́нтичная па́ртия (англ. big tent party), всеохва́тная па́ртия (англ. catch-all party) или универса́льная па́ртия — тип политической партии, которая стремится объединить людей с разными точками зрения, вне зависимости от рамок социальных классов, разрыва между «правым» и «левым» и иных различий.

## Описание
Партия необязательно требует соблюдения какой-либо идеологии в качестве критерия для членства. В идеале данную партию можно охарактеризовать как толерантную и плюралистическую. В целом данные партии имеют довольно поверхностную и нечёткую идеологию и, соответственно, ориентируются на подавляющее большинство населения.
Главная цель данных партий — собрать как можно больше голосов избирателей, выиграть выборы и возглавить правительство. Для этого они пытаются охватить всю возможную совокупность социальных интересов. Обычно данные партии позиционируются как центристские. Во время избирательной кампании они ориентируются на сиюминутные настроения общественности, что даёт им возможность быстро реагировать на их динамику. Нечёткость идеологии компенсируется путём акцента на привлекательных персональных качествах кандидатов. Подбор кандидатов от партии во время избирательной кампании больше определяется способностью отдельного кандидата привлечь и использовать всё возможное многообразие избирательных ресурсов, электоральной привлекательности кандидата, чем, например профессионализмом или опытностью.

## История
Термин был введён немецким политологом Отто Кирххаймером в 1966 году в статье под названием «Трансформация западных партийных систем» для обозначения партий нового типа, появившихся после Второй мировой войны и привлекающих максимальное количество избирателей. Термин также введён в качестве категории в известной типологии политических партий Мориса Дюверже.

## Примеры

### Россия
Доминирующая в российской политике «Единая Россия» является зонтичной, партия не имеет чётко сформулированной идеологии, а вся её деятельность сводится к поддержке действий президента Путина.

### Франция
Партия «La Republique En Marche!» — партия, основанная Эммануэлем Макроном, была названа центристской партией с всеобъемлющим характером.
Партия «Национальный фронт» — так как он во главе с Марин Ле Пен способен привлечь избирателей как «слева», так и «справа».

### Германия
В Германии широко представлены универсальные партии, это:
- Христианско-демократический союз Германии / Христианско-социальный союз в Баварии (ХДС/ХСС);
- Социал-демократическая партия Германии (СДПГ).

Все они считаются универсальными партиями, называемыми Volksparteien («народные партии»).

### Украина
- Европейская солидарность — украинская политическая партия, возглавляемая экс-президентом Украины Петром Порошенко.
- «Слуга Народа» — украинская политическая партия, основанная Владимиром Зеленским и Евгением Юрдыгой, организация названа одним именем с комедийным сериалом 2015—2019 годов и фильмом 2016 года «Слуга народа».

### Казахстан
«Аманат» — казахстанская политическая партия, правящая в Казахстане. Основана в 1999 году как партия, поддерживающая Нурсултана Назарбаева. До 2022 года партия называлась «Нур Отан». В 2022 году Назарбаев покидает пост председателя партии, тогда как Касым-Жомарт Токаев становится её председателем. 26 апреля 2022 года он покидает пост председателя партии и выходит из неё. В это же время её председателем становится спикер Мажилиса Ерлан Кошанов.